# Kostel svatého Jana Křtitele (Skupice)
Kostel svatého Jana Křtitele je římskokatolický filiální kostel ve Skupicích, části města Postoloprty v okrese Louny. Od roku 1964 je chráněn jako kulturní památka. Stojí na hřbitově asi 900 metrů severovýchodně od vesnice.

## Historie a stavební vývoj
První písemná zmínka o kostele pochází z roku 1358, kdy je zmíněn v lounské knize počtů. V roce 1369 je zachycený v registru papežských desátků. Roku 1386 instalovali do kostela nového faráře benediktini z nedalekého kláštera Porta Apostolorum v Postoloprtech. Tehdy si vyměnili místa dosavadní farář Jan se senomatským plebánem Václavem. Benediktinský patronát je doložený i v letech 1389 a 1413, kdy do Skupic přišel ze Žaboklik kněz Václav s univerzitním titulem magistr. Skončil v roce 1420 vypálením kláštera husity. Je proto nanejvýš pravděpodobné, že právě benediktini byli zakladateli kostela. Jeho atypická, osamělá poloha je dána skutečností, že Skupice byly na počátku 17. století přeloženy z původního stanoviště na to dnešní. Až do roku 1837, kdy byl vypuštěn, hraničil západní areál kostela s rozlehlým Malnickým rybníkem. Po třicetileté válce ztratil kostel statut farního a stal se filiálním k Postoloprtům.
Na dobu vzniku kostela nepanuje v odborné literatuře jednoznačný názor. Většinou bývá považován za raně gotickou stavbu.  Také stavební historik Jaroslav Skopec se ve studii z roku 2012 přikláněl k této dataci. Tentýž autor se však v nejnovějším kompendiu, věnovaném venkovským kostelům na okrese Louny, přiklání spíše k pohusitskému období stavby kostela. Vede ho k tomu charakter obvodového zdiva lodi, tvar klenby presbytáře a charakter jižního portálu lodi. Teprve další stavební průzkum může prokázat, zda se jedná o původní kostel, zda některé jeho části byly použity při pozdější přestavbě, nebo se jedná až o novostavbu z pokročilého 15. století.
Další úpravy jsou písemně doložené až od 18. století. V roce 1702 byly proraženy stávající okenní otvory, mezi roky 1857 a 1859 se postavila nová sakristie a předsíň, 1904 se zhotovil nový krov.

## Stavební podoba

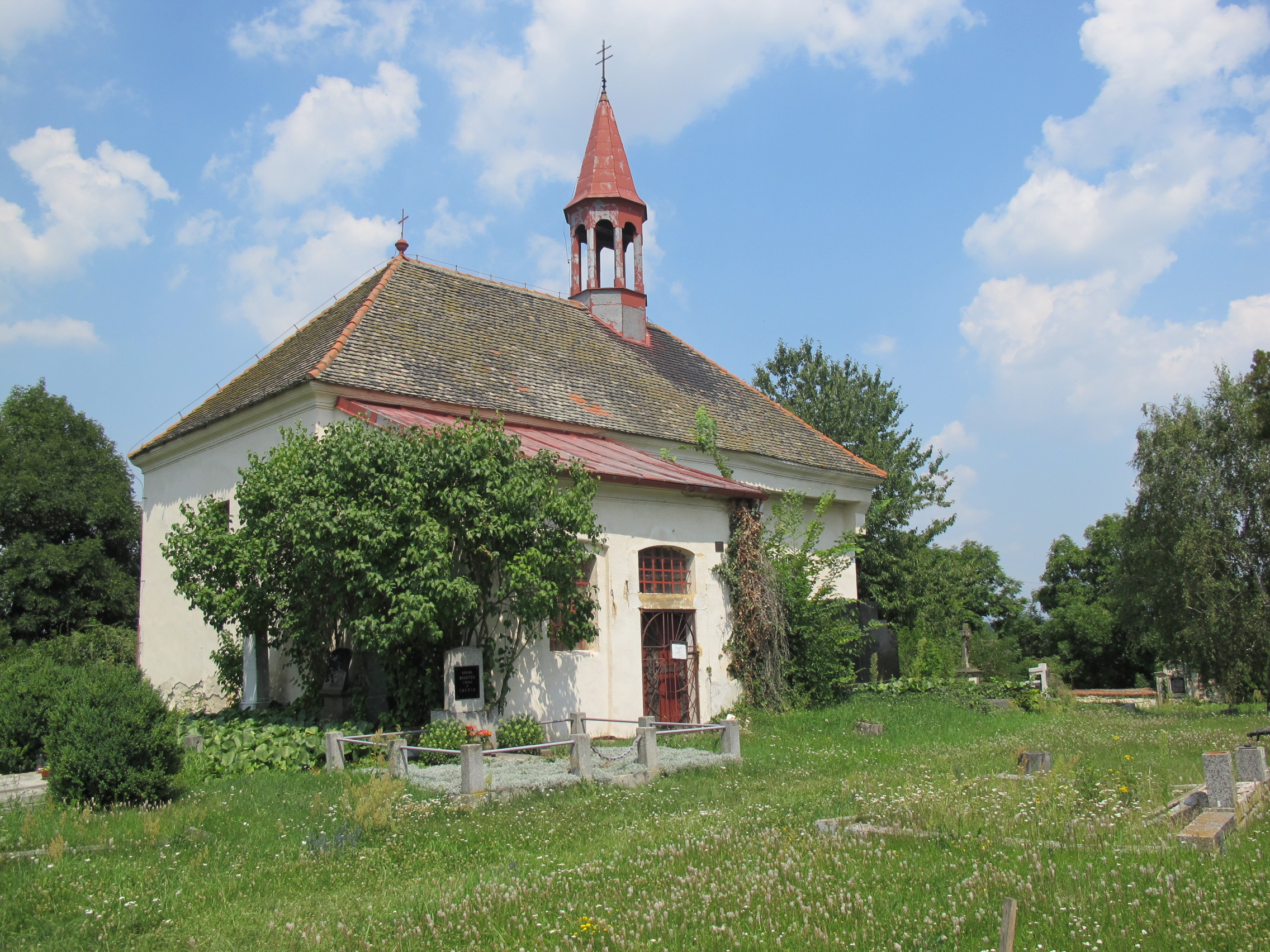
Jihovýchodní strana s předsíní

Na severovýchodě zakončuje skupický kostel čtvercový presbytář, k jehož severní straně je připojena sakristie. Vstup vede přes předsíň na jihovýchodní straně. V plochostropé lodi stojí dřevěná kruchta. Přesbytář má křížovou klenbu s hruškovými žebry, která dosedají na kuželovité konzoly. V jeho západní zdi je zazděné hrotité okno. Presbytář se do lodi otevírá lomeným obloukem.

## Zařízení
V kostele byl raně barokní portálový hlavní oltář z roku 1678. Zdobil ho boltcový ornament, socha svatého Jana Křtitele a oválný obraz Vzkříšení Krista umístěný ve štítě. Stávající oltář, ovšem bez obrazu a plastiky, je novobarokní. Středověkého původu je oltářní menza. V interiéru se nachází pískovcový náhrobník Jana Kounovského z Pybru, zřejmě ze sedmnáctého století. Dřevěná kazatelna pochází z 19. století. Varhany jsou z dílny Ferdinanda Langenhauera z Podbořan. Dodány do kostela byly v roce 1889.

## Okolí kostela
Kostel je obklopený funkčním hřbitovem. Před jeho západním průčelím stojí zděná hranolová zvonice s polokruhově ukončenými okny. Nad vchodem je umístěna deska, která stavbu budovy zdánlivě datuje do roku 1633. Jedná se o omyl, který převzal jak akademický soupis památek, tak oficiální památkářská evidence. Text této cenné epigrafické památky je následující: "Léta Páně 1633 tuto komoru jest dal na památku vystavěti Jiřík Jirounek, toho času rychtářem [sic] a správce v obci březenský, každému věrnému a boha bojícímu křesťanu k odpočívání, tu aby odpočíval, až ho Pán Bůh zase skrze hlas trouby archanděla v den poslední probudí. Amen. To jest vyryl Adam Trnka řemesla tkalcovského. Též léta Páně 1633 Vondra Skalník, otec Zikunčin, soused ze vsi Malnice, jest k tomu záduší a k stavení tý kostnice kamení darmo nalámal a je k záduší daroval. A to pro památku svou učinil. Pán Bůh rač býti s námi se všemi. Amen."
Ve skutečnosti došlo v roce 1904 k rekonstrukci celého areálu kostela, při níž byla zvonice snížena a její střecha dostala stávající podobu. Původní vchod, obrácený směrem ke kostelu, byl zazděný a proražen nový. Zároveň byla zřejmě zbořena stará kostnice (o níž je v textu desky řeč) z roku 1633 a deska na ní původně umístěná přenesena nad nově proražený vchod do zvonice. Komě citované Tutteho Vlastivědy tuto skutečnost popisuje i další literatura. Deska tudíž nemá se zvonicí – až na stávající umístění – nic společného. Zvonice, ve které se nachází zvon s německým nápisem z roku 1514, nahradila v roce 1709 kostnici, která byla stržena. Příslušný zápis i s vyúčtováním nákladů na stavbu se nachází v písemnostech velkostatku Postoloprty. Nová zvonice je vyobrazena na Meynolffových vedutách z roku 1727, umístěných dnes v kanceláři postoloprtského starosty.

## Galerie

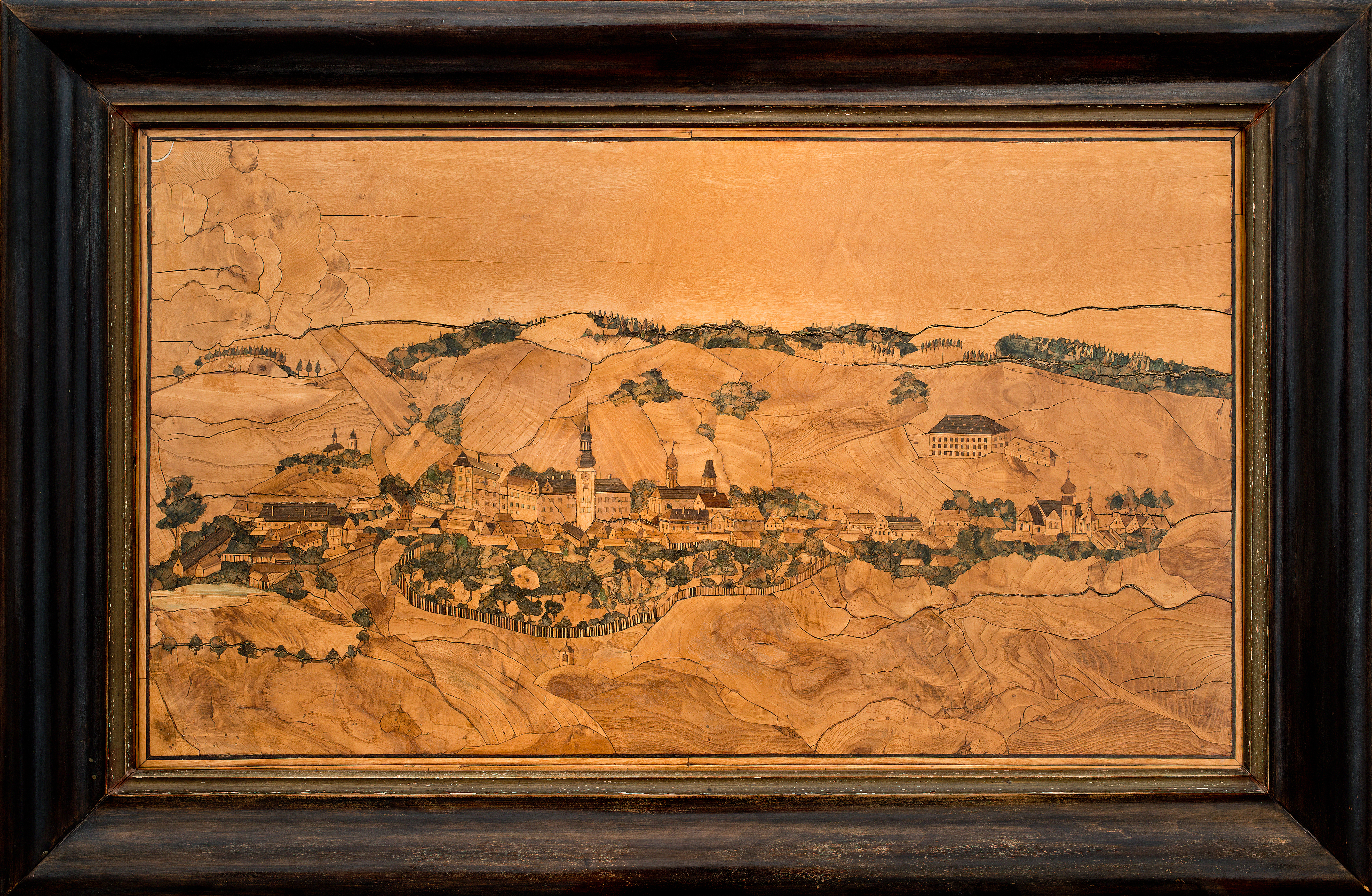
Vlevo od postoloprtského zámku skupický kostel se zvonicí na intarzii H. Meinolffa z roku 1727
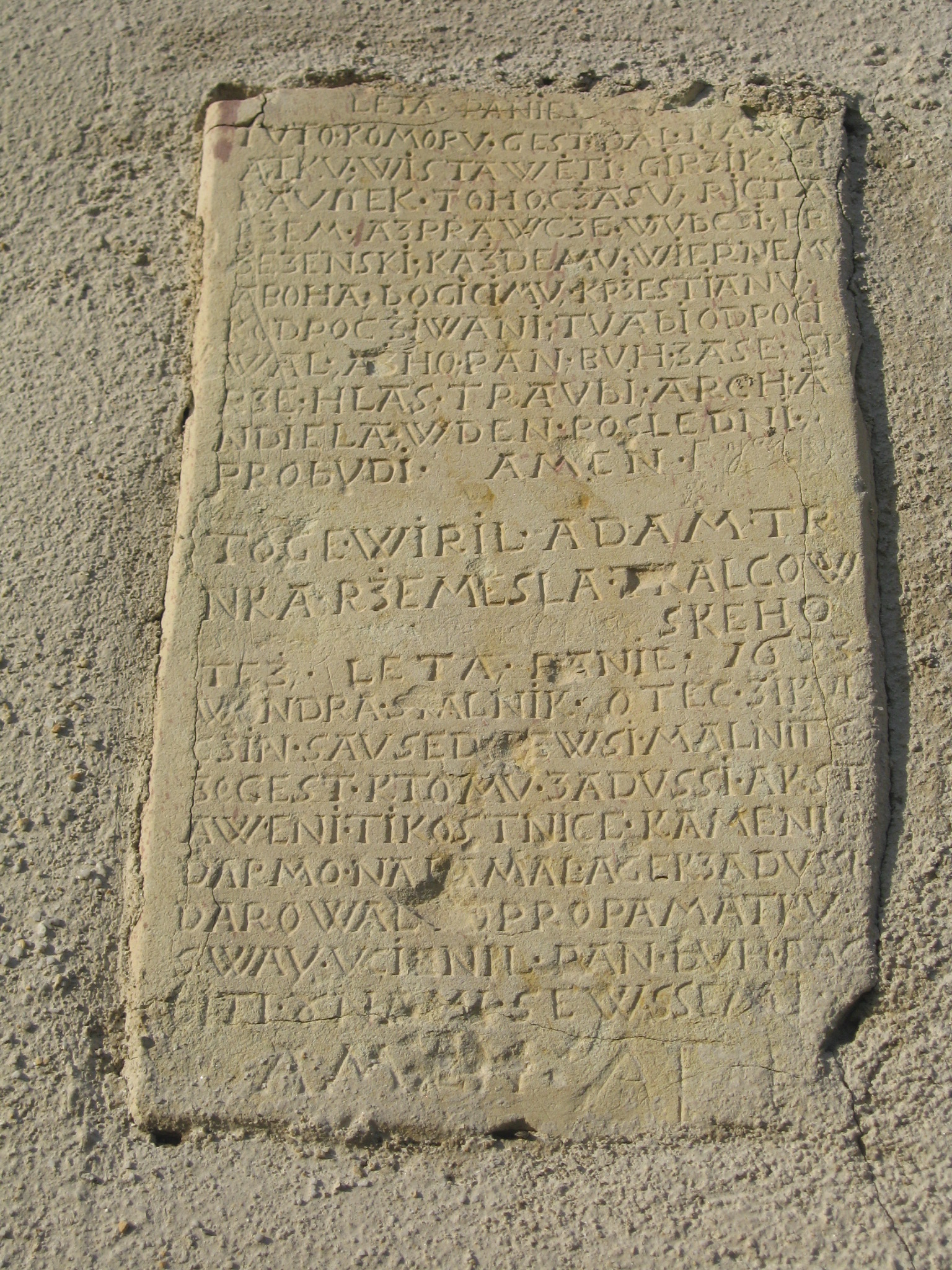
Český nápis z roku 1633 nad novodobým vchodem do zvonice. Vztahuje se ke kostnici, zbořené v roce 1904
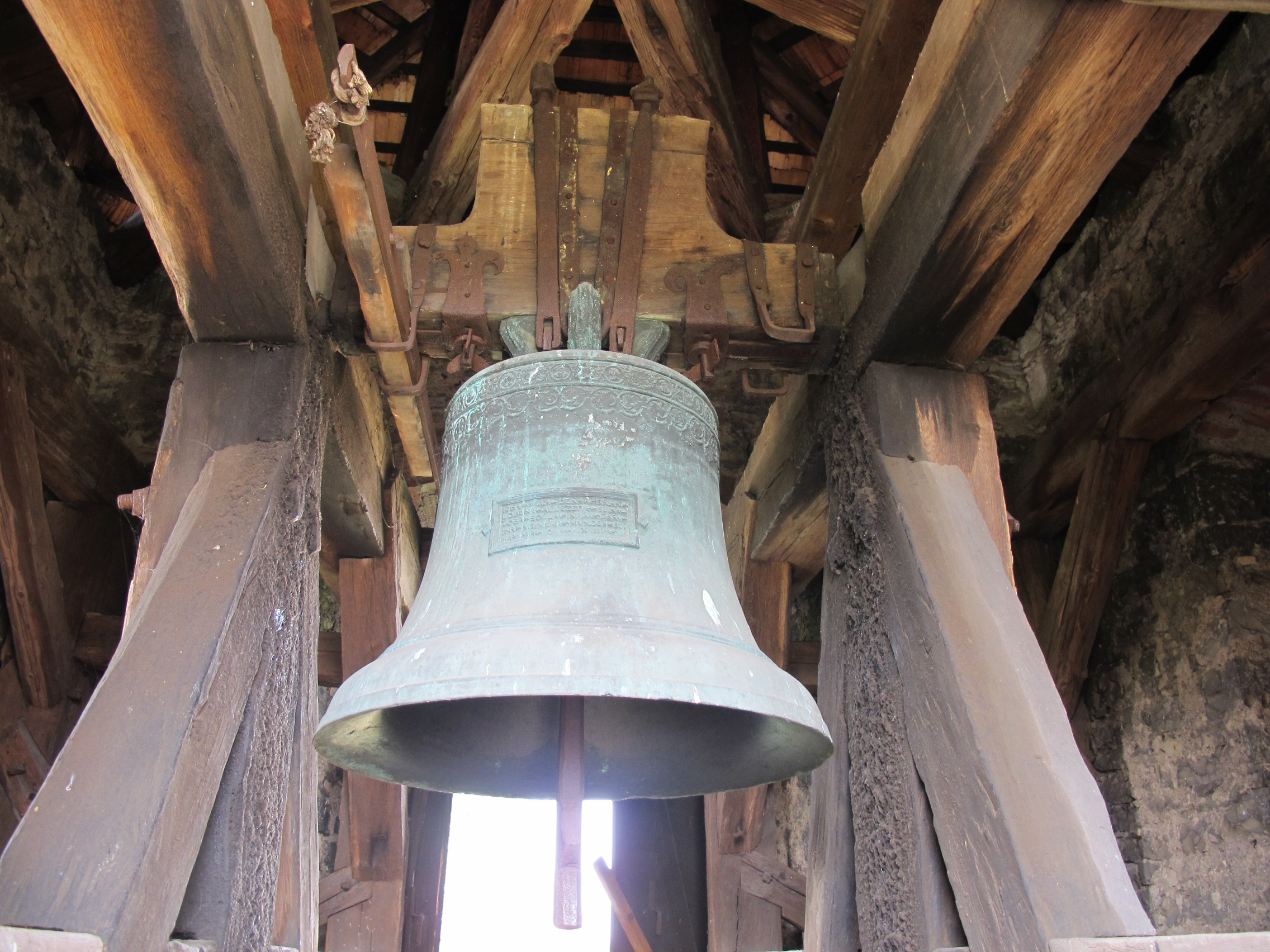
Zvon z roku 1514 ve zvonici
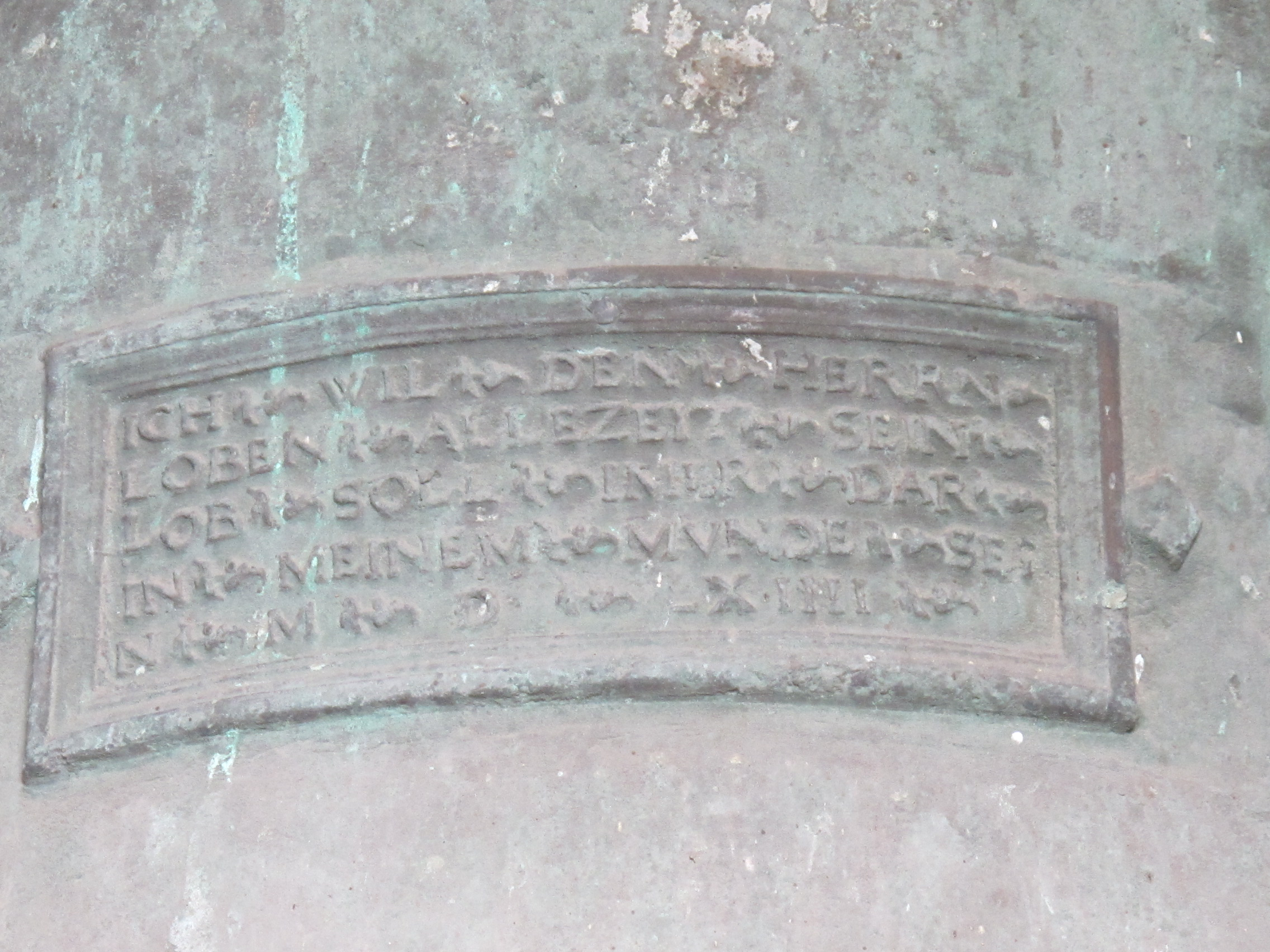
Nápis na zvonu